# Bruden kom pr. efterkrav
Bruden kom pr. efterkrav är en amerikansk film från 1941 i regi av William Keighley.

## Handling
Piloten Steve Collins låtsas hjälpa Joan Winfield och Allen Brice att rymma så de ska kunna gifta sig. Men egentligen har han gjort upp med Joans far om att få hem henne igen.

## Rollista
- James Cagney - Steve Collins
- Bette Davis - Joan Winfield
- Stuart Erwin - Tommy Keenan
- Eugene Pallette - Lucius K. Winfield
- Jack Carson - Allen Brice
- George Tobias - Peewee
- Harry Davenport - Tolliver
- William Frawley - Sheriff McGee
- Edward Brophy - Hinkle
- Chick Chandler - reporter